# Julos
Julos – miejscowość i gmina we Francji, w regionie Oksytania, w departamencie Pireneje Wysokie.
Według danych na rok 1990 gminę zamieszkiwało 218 osób, a gęstość zaludnienia wynosiła 37 osób/km² (wśród 3020 gmin regionu Midi-Pireneje Julos plasuje się na 845. miejscu pod względem liczby ludności, natomiast pod względem powierzchni na miejscu 1418.).